# Moschochóri (Larissa)
Moschochóri, en grec moderne : Μοσχοχώρι, est un village du dème de Kilelér, district régional de Lárissa, en Thessalie, Grèce.
Selon le recensement de 2011, la population du village s'élève à 152 habitants.